# Therobia vesiculifera
Therobia vesiculifera là một loài ruồi trong họ Tachinidae.